# Goye
Pour les articles homonymes, voir Goy (homonymie).

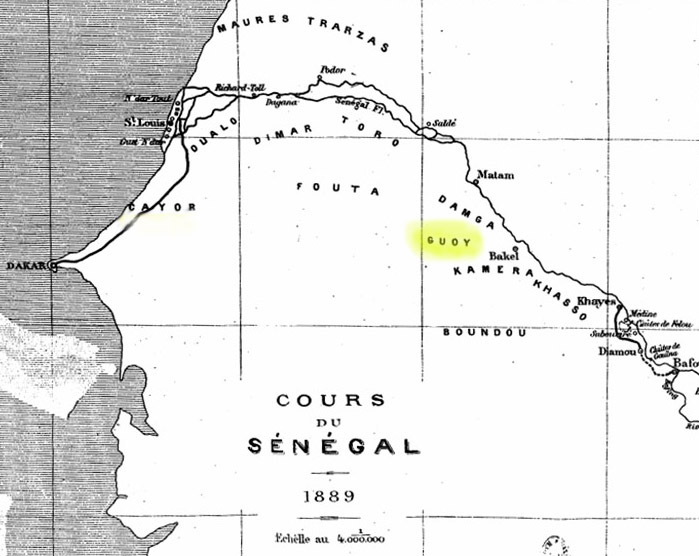
Localisation du Goye (en jaune) sur une carte du fleuve Sénégal (1889)

Le Goye (ou Goy ou Guoy ou N'Goye ou « bas Galam ») était l'une des provinces du Gadiaga, l'ancien royaume de Galam, située dans la haute vallée du fleuve Sénégal, sur sa rive gauche, et à l'ouest de son affluent, la Falémé, près de Bakel.

## Histoire
Le Goye a fait partie du Gadiaga. La région a connu des troubles en 1824 et, en 1833, une scission est intervenue entre les deux royaumes ennemis séparés par la Falémé :  le Goye (capitale Tuabou), qui était un poste français depuis 1818, et le Kaméra (capitale Makhana), proche du fort Saint-Joseph de Galam fondé par André Brue en 1699.
Le Goye fut annexé par les Français en 1850.